# Distrito Capital de Bogotá (1905-1910)
El primer Distrito Capital fue un ente jurídico territorial colombiano creado por la Ley 17 del 11 de abril de 1905, aprobado por el presidente Rafael Reyes, y que consistía en el municipio de Bogotá de aquella época según los límites de 1883, siendo su territorio ampliado en dos ocasiones. Tras la caída de Reyes en 1909, la organización impuesta por su gobierno fue revertida y el país recobró la división política vigente en 1905, dejando entonces de existir Bogotá como distrito capital y vuelto a su condición previa de municipio de Cundinamarca, para luego, mediante el decreto 3640 del 17 de diciembre de 1954, del gobierno de Gustavo Rojas Pinilla convertirse en el Distrito Especial de Bogotá, el cual estuvo vigente hasta la promulgación de la Constitución de 1991, pasando a ser el Distrito Capital, entidad territorial existente hasta la actualidad.

## Historia
La idea de Bogotá como una subdivisión administrativa contenedora de la capital nacional ya había sido objeto de debate desde el siglo XIX, especialmente desde la conformación de la Gran Colombia, momento en el cual se preveía que la ciudad debería tener un orden territorial distinto al de las demás del país. La primera entidad territorial creada en Colombia con este fin fue el Distrito Federal de Bogotá, creado en pleno auge radical federalista. Si bien dicha entidad existió pocos años (1861-1864) fue un precedente importante para el territorio que más tarde se vendría a configurar como distrito capital.
En 1905 se reorganizó completamente la división territorial de Colombia y por medio de la ley número 17 del 11 de abril se creó nuevamente el distrito con nombre Distrito Capital, cuya máxima autoridad sería un gobernador (como en los departamentos). La misma ley establecía que la capitalidad de Cundinamarca debía trasladarse a otra municipalidad. La división impuesta por Reyes fue derogada en 1910, por lo que el distrito dejó de existir ese mismo año y Bogotá volvió a ser municipio de Cundinamarca.

## Límites y división administrativa

Distrito Capital en 1905.

Distrito Capital en 1908.

### 1905-1908
Al momento de su creación el Distrito Capital consistía en el área delimitada por medio de la Ley 26 del 10 de diciembre de 1883, comprendiendo entonces los barrios de La Catedral, Las Nieves, San Victorino, Santa Bárbara, Chapinero, Egipto, San Diego y Las Cruces en el centro de Bogotá.
El 1 de julio de 1905 el distrito fue ampliado, incluyéndose en su jurisdicción los municipios de Bosa, Chía, Cota, Fontibón, Funza, La Calera, Soacha, Mosquera, Suba, Usaquén, Usme y Engativá.

### 1908-1910
Tras la supresión del departamento de Girardot el 31 de agosto de 1908, los municipios pertenecientes a este pasaron a formar parte del Distrito Capital y por tanto su área fue ampliada una vez más. De este modo, el distrito comprendía, además de su territorio previo, los municipios de Cáqueza, Chipaque, Fosca, Gutiérrez, Une, Ubaque, Fómeque, Choachí, Quetame, La Mesa, Anapoima, El Colegio, Jerusalén, San Antonio, Tocaima, Tena, Guataquí, Viotá, Girardot, Nilo, Ricaurte, Cunday, Carmen, Melgar, Santa Rosa, Madrid, Fusagasugá, Arbeláez, Pandi, Pasca, Tibacuy y Sucre.